# Didymodon luridus
Didymodon luridus là một loài rêu trong họ Pottiaceae. Loài này được Hornsch. mô tả khoa học đầu tiên năm 1827.